# فرانسیس بیکن (نقاش)

مروری بر پرتره پاپ اینوسنت دهم ولاسکس

فرانسیس بیکن (به انگلیسی: Francis Bacon) (زاده ۲۸ اکتبر ۱۹۰۹ – مرگ ۲۸ آوریل ۱۹۹۲) یکی از نقاش‌های نامی اکسپرسیونیست سده بیستم بود. این هنرمند ایرلندی بیشتر شهرت خود را مدیون از شکل‌افتادگی‌های خشنی است که در بدن و چهره‌های شخصیت‌های نقاشی‌هایش ایجاد می‌کرد. بیکن را نقاش بحران انسان پس از جنگ جهانی دوم نامیده‌اند.

## زندگی
او در سال ۱۹۰۹در دوبلین (جمهوری ایرلند) به دنیا آمد. مادرش از خانواده‌ای ثروتمند برمی‌خاست و پدرش دریانورد بود اما سپس به پرورش اسب روی آورد. به دلایل متفاوتی، از جمله ابتلا به بیماری آسم و علاقه‌اش به همجنس خود، بیکن دوران کودکی‌اش را با سختی و تقلا سپری کرد. هفده ساله بود که از خانواده‌اش جدا شد و به لندن رفت.
در دوران جنگ به دلیل بیماری‌اش از سربازی معاف شد. در دهه پنجاه با پیتر لیسی آشنا شد و در نقاشی‌هایش مضامین مرتبط با همجنس‌گرایی با تأثیر از صحنه‌های کُشتی عکس‌های ادوارد مایبریج پدیدار گردید. در سال ۱۹۵۴ به همراه بن نیکلسن، یک چهره برجسته هنر انتزاعی انگلیس، به بینال ونیز فرستاده شد.
در سال ۱۹۶۱ کارگاه کوچک اما مشهوری را خرید که تا آخر عمر به عنوان فضای اصلی آفرینش هنری او عمل کرد. در همین زمان بود که نخستین مصاحبه‌اش را با دیوید سیلوستر انجام داد؛ مصاحبه‌ای که اکنون به عنوان یکی از منابع مهم زندگی‌نامه و اندیشه‌های بیکن تلقی می‌شود.
در دهه شصت و هفتاد شهرت جهانی فرنسیس بیکن با برپایی نمایشگاه‌هایی در موزه‌های نامی جهان از جمله موزه گوگنهایم نیویورک و گرَن پَله تثبیت شد و رو به گسترش گذاشت. درست یک شب پیش از برگزاری یکی از همین نمایشگاه‌ها، جورج دایر، شریک زندگی بیکن در آن زمان دست به خودکشی زد. بیکن در ۲۸ آوریل سال ۱۹۹۲، به دلیل ناراحتی تنفسی‌اش درگذشت.
نقاشی‌های بیکن با اقبال بازار هنر نیز رو به رو شده‌اند. در سال ۲۰۱۳ او لقب گران‌ترین هنرمندی که کارش در یک حراجی فروخته شده را از آن خود کرد. نقاشیِ «سه مطالعه بر لوسین فروید» به مبلغ ۱۴۲ میلیون دلار در خانه حراج کریستیز به فروش رفت تا رکورد تازه‌ای در اقتصاد هنر جهان رقم بخورد.

## سبک
نخستین نقاشی‌های بیکن نشان‌دهنده تاثیرپذیری هنرمند از پابلو پیکاسو، هنرمند برجسته کوبیست اسپانیایی، و نیز مکتب سوررئالیسم است که در دهه ۱۹۲۰ پدیدار شده بود. اما بیکن پس از جنگ جهانی دوم تقریباً همه آثار نخستین خود را از میان بُرد و اکنون آگاهی زیادی از دوره نخست فعالیت هنری او در دست نیست.
یکی از مشهورترین نقاشی‌های بیکن با نام «سه مطالعه بر پیکره‌های پای صلیب» (حدود ۱۹۴۴) گاه به عنوان مهم‌ترین نقاشی اوج دوران حرفه‌ای هنرمند تلقی می‌شود. در این نقاشی سه لتی (یا سه بخشی)، موجوداتی نیمه‌انسان و نیمه‌حیوان را می‌بینیم که در وضعیتی شبیه به شکنجه اسیر شده و نعره می‌زنند. پیکرهای نقاشی‌های بیکن، مانند شخصیت‌های ادبیات اگزیستانسیالیسم، اغلب تنها و مسخ شده‌اند. این نقاشی، تصویر گویایی بود از اروپای پس از جنگ جهانی دوم.
بیکن، در این دوره از سینما و عکاسی، به‌ویژه عکس‌های مجله‌های پزشکی، به عنوان منبع الهام اولیه برای نقاشی‌هایش استفاده می‌کند. او این تصویرها را کارگاهش می‌انباشت و از آن‌ها به عنوان منابع تصویری بسیاری از نقاشی‌هایش استفاده می‌کرد. به نظر او «به‌هم‌ریختگی در اطراف ما تا حدودی شبیه ذهن ماست. این می‌تواند تصویر خوبی از آنچه در من می‌گذرد باشد، درون من به این شکل است، زندگی من شبیه این است. به‌عبارتی: من در بی‌نظمی بهتر کار می‌کنم… بی‌نظمی تصویرها را برایم می‌پروراند».